# Luska
Luske so v biologiji izrastki na živalskega integumenta (npr. kože) v obliki trdnih ploščic, ki so namenjeni zaščiti telesa pred zunanjimi vplivi. 
Luske se pojavljajo pri:
- ribah,
- plazilcih,
- žuželkah,
- pticah,
- nekaterih sesalcih

## Ribje luske
Ribje luske so v prvi meri namenjene zaščiti telesa ter lažjemu drsenju skozi vodo. Iz tega razloga so luske vedno položene od glave proti repu in se prekrivajo (podobno kot strešna kritina). Ribe pa imajo lahko glede na zgradbo telesa različne luske. Najbolj se po zgradbi razlikujejo luske rib kostnic in rib hrustančnic.

### Ribe kostnice
Pri ribah kostnicah so luske bolj oblikovane in se razlikujejo le po velikosti in obliki. Kostnice imajo tako lahko:
- cikloidne,
- ktenoidne ali
- ganoidne luske, ki ležijo v posebnem kožnem žepu.

Cikloidna luska ima tisti del, ki gleda izpod kože, gladek, ktenoidna ima na tem delu majhne zobce, ganoidne luske pa so pravzaprav samo debele roževinaste plošče. Cikloidno obliko luske imajo na primer predstavniki krapovcev, postrvi lipanov... , ktenoidno obliko imajo pravi ostriži, ganoidno pa predstavniki jesetrov.
Zgradba ribje luske je dokaj preprosta. Sestavlja jo zunanja roževinasta plast in tanka notranja plast vezivnega tkiva. Na roževinastem delu takoj opazimo koncentrične krožnice, ki, podobno kot letnice pri drevesu, prikazujejo življenjska obdobja ribe. Osrednji del luske imenujemo žarišče ali fokus. Iz žarišča proti robu luske potekajo žarkaste proge ali radiji, ki sekajo krožnice. Ta roževinasta plast je prekrita z biserno matico. Zato iz lusk nekaterih ribjih vrst izdelujejo umetne bisere. 

### Ribe hrustančnice
Te vrste rib imajo luske najpreprostejših oblik. Pri njih je luska nekakšen kožnat zobec (tako imenovana plaktoidna luska), ki jo imajo vse predstavnice hrustančnic kot so morski psi in skati. Zaradi teh lusk je njihova koža, ob potegu proti rasti, groba kot brusni papir, kar je najočitneje pri večjih vrstah morskih psov.

## Luske pri plazilcih
Pri plazilcih so luske močnejše kot pri ribah, prav tako pa služijo zaščiti telesa, lažjemu premikanju po tleh in se prekrivajo od glave proti repu.

## Luske pri žuželkah
Ko govorimo o luskah pri žuželkah, imamo v mislih drobcene luske, ki jih imajo na krilih metulji. Ti drobni organski delci, ki s prostim očesom spominjajo na prah, pokrivajo kožo na krilih in odsevajo določen spekter sončne svetlobe, kar daje krilom barvo. Hkrati pa te luske omogočajo letenje tem žuželkam.

## Luske pri pticah
Pri nekaterih pticah luske prekrivajo tiste dele telesa, ki jih ne prekriva perje. To so noge in, pri nekaterih vrstah, glava. Tovrstne luske so v bistvu le otrdela koža, oblikovana kot luske.

## Luske pri sesalcih
Pri nekaterih vrstah sesalcev (pasavci) so se dlake spremenile v trde luske, ki ščitijo te živali pred plenilci. Tovrstni oklep je, za razliko od, na primer želvjega, delno gibljiv, kar omogoča živali večjo gibčnost.